# SN 2006qb
SN 2006qb – supernowa typu Ia odkryta 16 listopada 2006 roku w galaktyce A032814-0012. W momencie odkrycia miała maksymalną jasność 22,30m.